# Lewaldgletscher
Der Lewaldgletscher ist ein kleiner Gletscher auf Südgeorgien. Er mündet 5 km westlich des Kap Vahsel in die Wirik Bay.
Teilnehmer der Zweiten Deutschen Antarktisexpedition (1911–1912) unter der Leitung Wilhelm Filchners kartierten ihn. Filchner benannte ihn nach Theodor Lewald (1860–1947), Ministerialdirektor im Reichsamt des Innern, der sich für das Zustandekommen von Filchners Forschungsreise eingesetzt hatte.